# 小行星8287
小行星8287（英語：8287）是一颗围绕太阳公转的小行星。1992年3月1日，UESAC在拉西拉天文台发现了此天体。
这颗小行星的绝对星等为151.49565等。